# Hywel ab Owain Gwynedd
Hywel ab Owain Gwynedd (parfois plus simplement Hywel ab Owain, ? – 1170) était un prince et barde gallois.
Il était fils illégitime d'Owain Gwynedd, roi de Gwynedd et d'une Irlandaise appelée Pyfog. C'est pourquoi il est aussi connu sous le nom de Hywel ap Gwyddeles (Hywel, fils d'une Irlandaise).
En 1143, le frère d'Owain, Cadwaladr ap Gruffudd, qui régnait alors sur le Meirionnydd et le Ceredigion était impliqué dans le meurtre d'Anarawd ap Gruffydd de Deheubarth. En réponse, il envoya Hywel pour lui dérober les terres du nord du Ceredigion. Hywel s'acquitta de sa tâche, tout en capturant et brûlant au passage le château d'Aberystwyth. En 1147, avec son frère Cynan ab Owain Gwynedd, il expulsa Cadwaladr du Meirionnydd et captura son château de Cynfael en le prenant d'assaut.
À la mort d'Owain Gwynedd en 1170, des querelles de successions entre ses fils éclatèrent. Les demi-frères d'Hywel, Dafydd et Rhodri le forcèrent à s'enfuir en Irlande. Il y leva une armée et débarqua à nouveau la même année pour réclamer sa part du royaume, mais il fut battu et tué lors d'une  bataille près de Pentraeth dans l'île d'Anglesey.

## Le barde
On considère généralement Hywel comme un barde de talent, dont huit de ses chants sont conservés, le plus célèbre étant Gorhoffedd Hywel ab Owain Gwynedd où il chante la gloire du royaume de Gwynedd, sa beauté et celle de ses femmes :
Caraf ei morfa a'i mynyddedd

A'i chaer ger ei choed a'i chain diredd

A dolydd ei dwfr a'i dyffrynnedd,

A'i gwylain gwynion a'i gwymp wragedd. 